# Спорозоа
Apicomplexa или Sporozoa, са клас едноклетъчни паразити, обикновено вътреклетъчни. Тялото им (клетката) е силно редуцирано. Имат много сложен цикъл на развитие, преминават през различни стадии, в които обикновено сменят гостоприемниците си. Размножаването им е полово и безполово. В организма на гостоприемника (използват и междинни гостоприемници) обикновено попадат във вид на спори.
Спорозоа са широко разпространени, паразитират у почти всички групи животни и у човека. Разрушават клетките, в които са попаднали и предизвикват тежки заболявания: малария, кокцидиоза, пироплазмоза, микроспоридии и др.